# Tadi Khola
Der Tadi Khola ist ein linker Nebenfluss der Trishuli im nepalesischen Distrikt Nuwakot.
Der Tadi Khola entspringt in den südlichen Ausläufern des Chimsedang Lekh. Er fließt in westlicher Richtung an den Orten Samundratar und Kharanitar vorbei. 14 km oberhalb der Mündung trifft der Likhu Khola linksseitig auf den Tadi Khola.
Der Tadi Khola mündet schließlich bei Devighat, südlich von Bidur, in die Trishuli.
Die Flusslänge beträgt etwa 40 km.